# Державний кордон
Держа́вний кордо́н — лінія і вертикальна поверхня, що проходить по цій лінії, які визначають межі території держави — суші, вод, надр, повітряного простору.
Державний кордон — це політична й економічна межа, лімітована державним ладом, національною відособленістю, митним контролем, правилами зовнішньої торгівлі та іншими критеріями. Першим позначенням кордону вважається встановлення у Давній Греції прикордонної колони між Пелопоннесом і Аттикою.

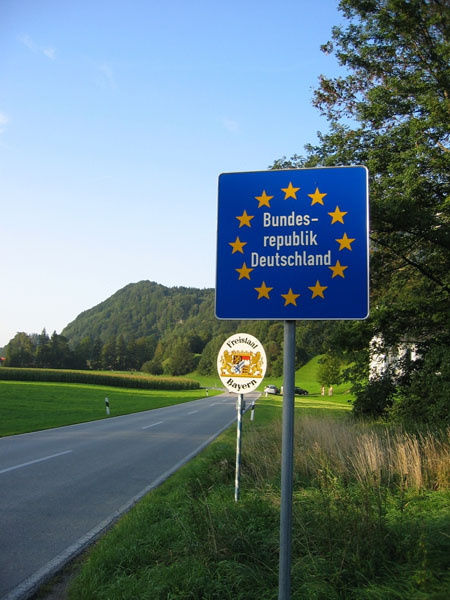
Типовий «Шенгенський кордон» (біля Куфштайну, між Німеччиною та Австрією)

Деякі державні кордони позначені тільки знаками; на них відсутній постійний митний контроль та вони не охороняються. Такі кордони існують між країнами Шенгенської зони.

## Види встановлення кордонів
Залежно від походження й тривалості існування державні кордони ділять на антецедентні та субсеквентні.
Антецедентні кордони встановлюються перед остаточним заселенням і розвитком тих регіонів, які вони оточують. Таким кордоном є поділ між Канадою і США, який провели в період 1782—1846, по 49-й паралелі, яка розділяла малозаселені території.
Субсеквентні кордони протилежні антецедентним у тому, що вони проводяться після заселення території. Прикладом є кордони між європейськими країнами.

## Концепції кордонів
Концепції формування кордонів сформувалися у міждержавних відносинах у XIX ст. Встановлення кордонів визначалося з географічних або етнічних принципів.
Природні кордони встановлювалися по природних рубежах, які забезпечували умови для розвитку держави і його оборони (гори, річки тощо).
Штучні кордони виникали внаслідок створення на рубежах ліній військово-інженерних укріплень. (Наприклад Великий китайський мур).

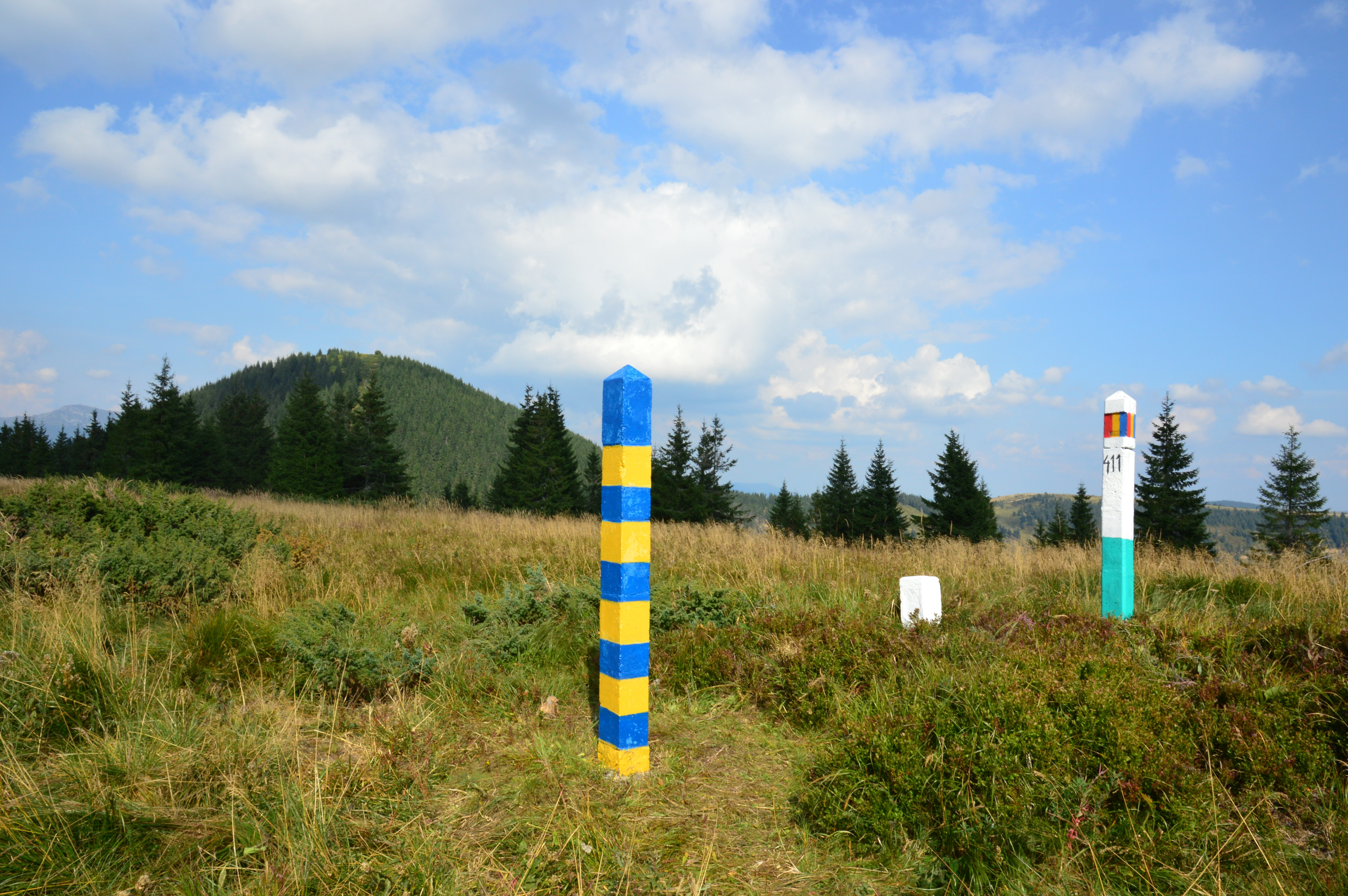
Прикордонні стовпчики Україна-Румунія, хребет Мармароші

Згідно з теорією етнічних чи мовних меж проведення кордонів має відбуватися згідно з перевагою тієї чи іншої мови. Сучасні державні кордони сформовано переважно за цим принципом. На Версальській мирній конференції цей принцип був вирішальним при розмежуванні країн, що виникали після закінчення Першої світової війни. Аналогічно у 1948 був проведений кордон між Пакистаном та Індією.

## Етапи встановлення кордонів
Державний кордон встановлюється в договірному порядку. Є два основних етапи встановлення державного кордону — делімітація і демаркація.
- Делімітація — це визначення (за згодою між урядами сусідніх держав) загального напряму проходження державного кордону з позначенням її на географічних картах.
- Демаркація — це проведення лінії державного кордону на місцевості та позначення її спеціальними прикордонними знаками. Робота з демаркації полягає в перенесені на місцевість результатів делімітації державного кордону.

## Проходження кордонів на місцевості
Проходження кордону встановлюється суходолом по прямій або по характерних лініях рельєфу, природних і штучних контурах місцевості від однієї точки повороту до наступної. На морі кордон встановлюється по зовнішній межі територіальних вод.
На судноплавних річках — посередині головного фарватеру, на несудноплавних річках — по їх середині або по середині головного рукава річки. На озерах та інших водоймищах, звичайно, по прямій лінії, що з'єднує виходи державного кордону до берегів озера або іншого водоймища, чи згідно з державними документами. На меліоративних каналах — по середині каналу або по одному з берегів, залежно від належності каналів або меліоративної системи.
Острови на прикордонних річках, озерах та інших водоймищах територіально належать тій або іншій договірній стороні, залежно від їхнього розташування щодо державного кордону. Повітряний кордон — вертикальна площина, що встановлюється по лінії проходження сухопутного та водного державного кордону (110 км).

## Види кордонів
Види кордонів за своєю природою:
- природні, або орографічні (від гр. oros — гора + grapho — опис конфігурації різних елементів рельєфу), кордони, які встановлені з урахуванням рельєфу місцевості (наприклад, за річищами річок або каналів, берегами озер, гірськими хребтами та ущелинами тощо).
- геометричні кордони, тобто кордони, проведені по прямій, яка перетинає місцевість від однієї точки до іншої, незважаючи на характер місцевості (але оминаючи поселення).

- Особливим видом геометричних кордонів є так звані астрономічні кордони, тобто такі, лінія яких збігається з паралеллю або меридіаном земної географічної сітки.

У більшості випадків держави мають комбіновані кордони. Типовим прикладом цього є африканська країна Ботсвана, яка має орографічні, геометричні та астрономічні кордони.

## Типи міжнародних кордонів

### Відкриті кордони

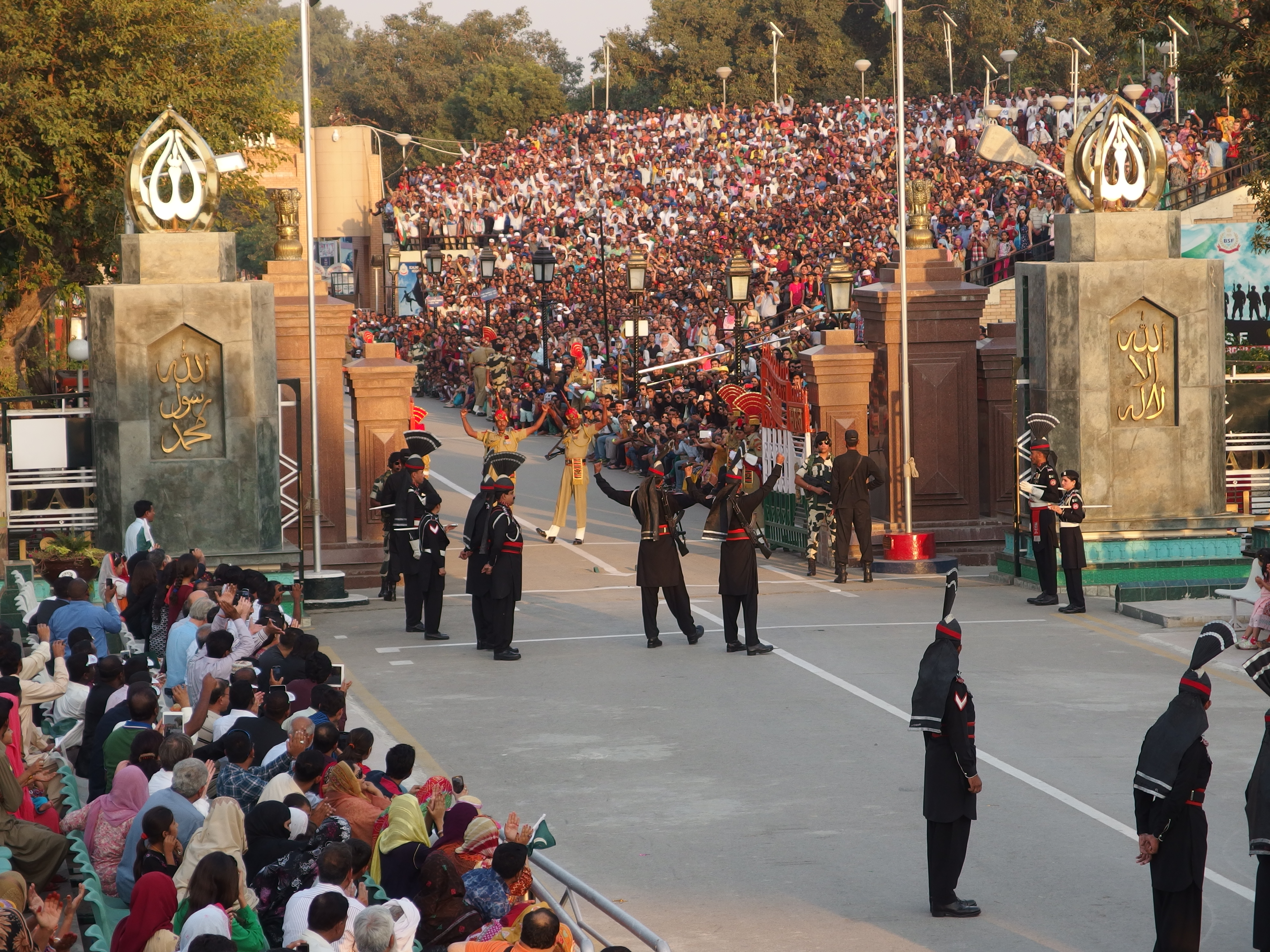
Індійські та пакистанські прикордонники на кордоні Індії та Пакистану

Відкритий кордон — це дерегуляція та/або відсутність регулювання руху осіб між країнами і юрисдикціями, це не стосується торгівлі або переміщення між приватними земельними ділянками. Більшість країн мають відкриті кордони для подорожей у межах своєї країни, прикладами цього є Сполучені Штати та Канада. Проте лише декілька націй дерегулювали відкриті кордони з іншими країнами, прикладом цього є всі члени Європейського Союзу під Шенгенською угодою. Відкриті кордони були дуже поширеними серед усіх націй. Проте Перша світова війна привела до регулювання відкритих кордонів, що робить їх менш поширеними і більше неможливими для більшості промислово розвинених країн.

### Регульовані кордони

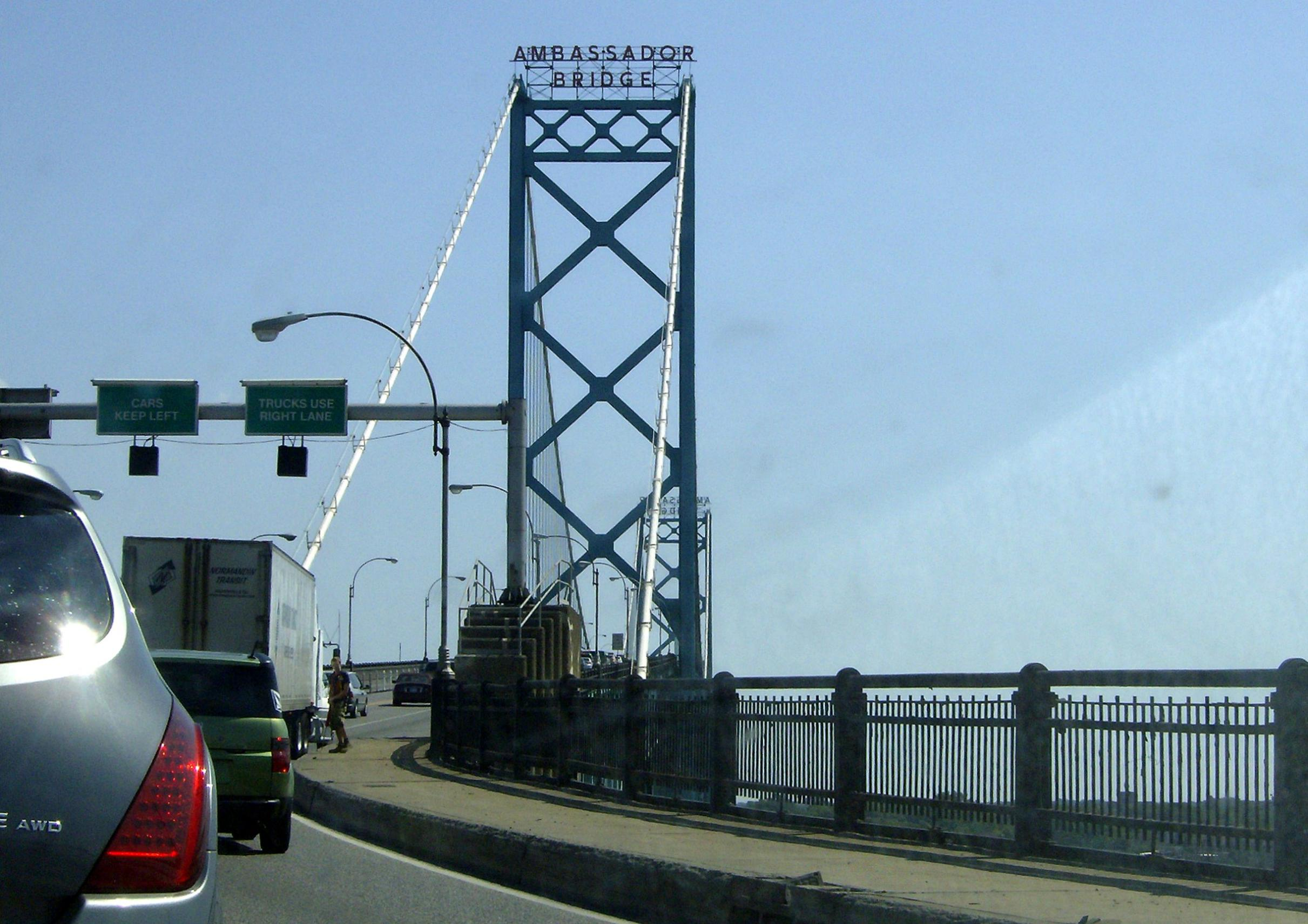
Перехід через міст Амбасадор в Канаду, зі США.

Регульовані кордони мають різний рівень контролю за переміщенням осіб і торгівлею між націями і юрисдикціями. Більшість промислово розвинених країн мають правила щодо в'їзду та вимагають однієї або декількох таких процедур: перевірка віз, перевірка паспорту або митні перевірки. Більшість регульованих кордонів мають правила про імміграцію диких тварин і рослин, і незаконних об'єктів, таких як наркотики або зброя. Загальні правила прикордонної політики розміщуються національними та місцевими органами влади і можуть змінюватися залежно від нації та поточних політичних або економічних умов. Деякі з найбільш регульованих кордонів у світі включають: Австралію, США, Ізраїль, Канаду, Велику Британію та Об'єднані Арабські Емірати. Ці країни мають урядові контрольовані прикордонні установи та організації, які забезпечують дотримання політики прикордонного регулювання на своїх кордонах і в їх межах.

### Демілітаризовані зони
Демілітаризована зона (ДМЗ) — це кордон, що розділяє дві або більше націй, груп або військових, які погодилися заборонити використання військової діяльності або сили в межах кордонів. ДМЗ може діяти як межа війни, припиняти лінію вогню, заповідник дикої природи, або в деяких випадках як де-факто міжнародний кордон. Прикладом демілітаризованого міжнародного кордону є 38 паралель між Північною та Південною Кореєю. Інші помітні ДМЗ включають Антарктиду і космос (що складається з усього простору в 100 милях від земної поверхні), обидва збережені для світових досліджень. Через заборону контролю з боку націй ДМЗ може стати не підданим впливу людини і, у свою чергу, перетворитися на природний кордон або заповідник, це присутнє на демілітаризованій зоні у Кореї, демілітаризованій зоні у В'єтнамі і Зеленій лінії на Кіпрі.

## Функції кордонів
Державні кордони виконують кілька функцій. Їх можна об'єднати в три групи: бар'єрні, контактні та фільтрувальні.
Бар'єрна функція полягає в достатньому відокремленні однієї країни від іншої. При цьому таке відокремлення може бути близьким до абсолютного, наприклад, у колишньому Радянському Союзі, де кордон був «на замку», а сусідні країни відділялися контрольно-слідовою смугою, колючим дротом і прикордонниками з автоматами по всьому периметру. Максимізована бар'єрна функція кордону і між Південною та Північною Кореєю з суцільною п'ятиметровою стіною, струмом високої напруги тощо. Для більшості нинішніх держав характерна так звана м'яка бар'єрна функція відкритих кордонів.
Контактна функція кордону полягає у створенні на межі декількох держав спільних природних заповідників, відкритих економічних зон. Таким чином прикордонні райони двох або кількох держав стають контактною зоною, яка дає змогу постійно поглиблювати двостороннє чи багатостороннє співробітництво.
Фільтрувальна функція кордону полягає в тому, що він має виконувати роль своєрідної мембрани або фільтра, який пропускає все корисне та потрібне для певної держави з інших країн і затримує все вороже, шкідливе, негативне тощо.

## Цікаві факти
- Кордон між США і Канадою завдовжки 8893 км є найпротяжнішою у світі лінією поділу двох держав.